# Talibeng
Talibeng is een bestuurslaag in het regentschap Karangasem van de provincie Bali, Indonesië. Talibeng telt 2689 inwoners (volkstelling 2010).